# Prison de Kaunas
Kaunas Prison (en lituanien : Kauno tardymo izoliatorius) est une prison située au centre de Kaunas, la deuxième plus grande ville de Lituanie. 
Depuis 2007, elle héberge environ 300 prisonniers et emploie environ 230 gardiens de prison. La plupart des prisonniers y sont en détention provisoire en attendant une décision de justice ou leur transfert vers d'autres centres de détention.

## Historique

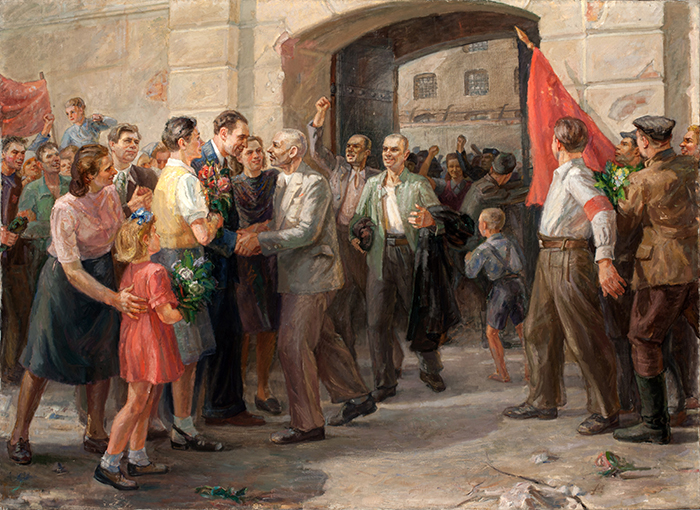
Libération des prisonniers politiques de la prison de KaunasPeinture de

La prison de Kaunas est achevée en 1864, juste après le soulèvement de janvier à l’époque de l’Empire russe. C'est à l'époque l'une des prisons les plus modernes de toute la région. Il y a de la place pour 300 prisonniers, une chapelle, des locaux administratifs et des appartements pour les employés sont également prévus. Plus tard, le nombre de prisonniers pouvant être hébergés passe à 550. La prison de Kaunas est visible de loin depuis le centre de Kaunas, et suscite la terreur chez tout le monde. Parfois, on l’appelle même la "Bastille de Kaunas". Durant la Révolution de 1905, la prison est surpeuplée de prisonniers politiques. Une branche de la prison de Kaunas est créée dans le neuvième fort de la forteresse de Kaunas (en) en 1924.
Pendant la Seconde Guerre mondiale, en juin 1941, lors de l’invasion allemande de l’Union soviétique, la majorité des détenus de la prison de Kaunas sont juifs. La plupart d'entre eux sont exécutés au Neuvième Fort. La plupart des prisonniers détenus à la prison de Kaunas sont également interrogés. En raison du manque de nourriture et de soins médicaux, du travail épuisant et des coups, le taux de mortalité des prisonniers est plutôt élevé. La prison de Kaunas est complètement détruite en 1960. Le centre de recherche scientifique de l'Institut polytechnique de Kaunas est construit à la place de l'ancienne prison de Kaunas.
En raison du manque d'espaces permettant aux personnes en détention provisoire d'attendre les décisions de justice et leur transfert vers d'autres lieux de détention, la maison d'arrêt de Kaunas doit être reconstruite en vertu de la résolution adoptée par le gouvernement lituanien en 1993. Après sa reconstruction, la maison d'arrêt de Kaunas est la prison la plus moderne de Lituanie.

## Prisonniers notables
- Michał Elwiro Andriolli, peintre et architecte polonais
- Leonas Bistras (en), ancien Premier ministre de Lituanie
- Félix Dzerjinski, homme d'État soviétique et fondateur de la Tchéka
- Antanas Mackevičius (en), prêtre lituanien et leader du soulèvement de janvier
- Vytautas Petrulis, ancien Premier ministre de Lituanie
- Augustinas Povilaitis (en), capitaine de l'armée lituanienne et directeur du Département de la sécurité de l'État
- Kazys Skučas (en), homme politique lituanien et général de l'armée lituanienne
- Antanas Sniečkus, leader communiste lituanien